# Арбалет-К
«Арбалет-К» — корабельна зенітно-ракетна система малої дальності розробки і виробництва українського КБ «Луч». Призначена для ураження реактивних, турбогвинтових і гвинтомоторних літаків та вертольотів на зустрічних і догонних курсах, в умовах візуальної видимості цілі з використанням зенітних керованих ракет типу «Ігла».

## Склад
До складу системи «Арбалет-К» входять:
- основа з приводами;
- пульт;
- прилад наведення з тепловізором;
- платформа поворотна;
- два пускових модулі, на кожному з яких встановлено по дві зенітні керовані ракети типу «Ігла»;
- комплект ЗІП;
- комплект експлуатаційної документації.

## Використання
Зенітно-ракетні системи «Арбалет-К» запропоновано встановити на швидкохідні ракетні катери типу «Веспа».

## Тактико-технічні характеристики
- Дальність ураження цілі, м: 500 — 5000
- Максимальна висота ураження цілей, м:
  - реактивні літаки:
    - на зустрічних курсах: 2000
    - на догонних курсах: 2500

  - вертольоти і турбогвинтові літаки:
    - на зустрічних курсах: 3000
    - на догонних курсах: 3500
- Мінімальна висота ураження цілей, м: 10
- Швидкість уражуваних цілей, м/с:
  - на зустрічних курсах: 360
  - на догонних курсах: 320
- Дальність виявлення цілей, км: 12
- Кути повороту платформи поворотної:
  - по курсовому куту: від -150° до +150°
  - по куту місця: від -25° до +60°
  - по куту крену: ±25°
- Маса, кг: 1140
- Габаритні розміри, мм: 1730×2245×1590
- Температурний діапазон застосування, °C: від мінус 40 до +60